# Marko Vešović
Marko Vešović, né le 28 août 1991 à Podgorica au Monténégro, est un footballeur international monténégrin qui joue au poste de latéral droit au Qarabağ FK.

## Biographie

### Débuts professionnels
Né à Podgorica au Monténégro, Marko Vešović passe sa jeunesse à Lučani en Serbie. Il commence le football dans le club de cette ville, le FK Mladost Lučani, avant de rejoindre le Budućnost Podgorica, où il poursuit sa formation. 
En 2010, il rejoint l'Étoile Rouge Belgrade, où il évolue pendant trois saisons et demie.
Il dispute avec cette équipe 84 matchs en première division serbe, inscrivant un but. Il se voit sacré champion de Serbie en 2014. Il participe également aux tours préliminaires de la Ligue Europa, marquant un but.

### Torino FC
Le 31 janvier 2014, Marko Vešović s'engage en faveur du Torino FC. Il joue son premier match avec le club le 9 mars 2014, lors d'une rencontre de Serie A face à l'Inter Milan. Il est titulaire ce jour-là, et son équipe perd la rencontre sur le score d'un but à zéro.
Avec le Torino, il ne dispute que trois rencontres en Serie A, avec également un match lors des tours préliminaires de la Ligue Europa.

### Rijeka
Lors du mercato estival 2014, Marko Vešović rejoint le club croate du HNK Rijeka.
Il dispute avec cette équipe un total de 84 matchs dans le championnat de Croatie, inscrivant 11 buts. Il se voit sacré champion de Croatie en 2017. Il joue un rôle prépondérant dans la conquête de ce titre, en réalisant la meilleure performance de sa carrière, avec six buts marqués, et huit passes décisives délivrées en championnat cette saison-là.
Avec Rijeka, il participe à la phase de groupe de la Ligue Europa lors de la saison 2014-2015 (cinq matchs joués), puis 2017-2018 (six matchs joués).

### Legia Varsovie
Le 5 janvier 2018, lors du mercato hivernal, Marko Vešović s'engage en faveur du Legia Varsovie, en Pologne. Il joue son premier match sous ses nouvelles couleurs le 16 février 2018, lors d'une victoire en championnat de son équipe par quatre buts à un face au Śląsk Wrocław.
Il remporte avec le Legia le titre de champion de Pologne dès sa première saison.
En juin 2020, il se blesse gravement, victime d'une rupture du ligament croisé qui le tient éloigné des terrains pendant plusieurs mois. Il fait son retour à l'entraînement en avril 2021.

### Qarabag FK
Le 16 juillet 2021 Marko Vešović rejoint librement le Qarabağ FK. 
Il joue son premier match pour Qarabag le 22 juillet suivant, lors d'une rencontre qualificative pour la Ligue Europa Conférence 2021-2022 face au FC Ashdod. Il entre en jeu à la place d'Abdellah Zoubir et les deux équipes se neutralisent (0-0). Vešović marque son premier but pour Qarabag le 30 octobre 2021, lors d'une rencontre de championnat face au PFK Neftchi. Entré en jeu à la place de Filip Ozobić (en), il participe à la victoire de son équipe par quatre buts à zéro.

### En sélection
Avec les espoirs monténégrins, il inscrit un but contre Andorre en juin 2011, lors des éliminatoires de l'Euro espoirs 2013 (victoire 0-5).
Marko Vešović honore sa première sélection avec l'équipe du Monténégro le 15 octobre 2013, face à la Moldavie. Ce jour-là il entre en jeu en cours de partie, et son équipe s'incline lourdement sur le score de cinq buts à deux à domicile.
Le 8 octobre 2016, il délivre sa première passe décisive, lors d'un match contre le Kazakhstan rentrant dans le cadre des éliminatoires du mondial 2018. Les Monténégrins s'imposent sur le large score de 5-0. Par la suite, le 1er septembre 2017, il inscrit son premier but avec le Monténégro, à nouveau face au Kazakhstan, et lors de ces mêmes éliminatoires (victoire 0-3).
Le 14 octobre 2018, Vešović délivre sa deuxième passe décisive, contre la Lituanie, lors d'un match de Ligue des nations de l'UEFA (victoire 1-4). Par la suite, le 25 mars 2019, il marque son deuxième but, contre l'Angleterre, lors des éliminatoires de l'Euro 2020 (défaite 1-5).

## Palmarès

### En club
Étoile Rouge Belgrade
- Champion de Serbie en 2014
- Vice-champion de Serbie en 2011, 2012 et 2013

 HNK Rijeka
- Champion de Croatie en 2017
- Vice-champion de Croatie en 2015, 2016 et 2018
- Vainqueur de la Coupe de Croatie en 2017

 Legia Varsovie
- Champion de Pologne en 2018
- Vice-champion de Pologne en 2019
- Vainqueur de la Coupe de Pologne en 2018
- Finaliste de la Supercoupe de Pologne en 2018